# 前橋医科大学 (旧制)
| 前橋医科大学 （前橋医大） | 前橋医科大学 （前橋医大） |
| ------------------------- | ------------------------- |
| 創立                      | 1948年                    |
| 所在地                    | 群馬県前橋市              |
| 初代学長                  | 西成甫                    |
| 廃止                      | 1960年                    |
| 後身校                    | 群馬大学                  |
| 同窓会                    | 刀城クラブ                |

前橋医科大学 （まえばしいかだいがく） は、1948年（昭和23年） に設立された官立の旧制医科大学。
本項では、前身校である旧制前橋医学専門学校 （略称： 前橋医専） を含めて記述する。

## 概要
- 第二次世界大戦中に設置された旧制前橋医学専門学校が前身。
- 戦後、戦時期に設立された他の官立旧制医学専門学校5校と同時期に旧制大学に昇格し、前橋医科大学となった。
- 新制大学への移行に際して群馬大学に包括され、医学部となった。
- 同窓会は 「群馬大学医学部同窓会・刀城クラブ」 と称し、旧制・新制合同の会である。

## 沿革

### 前橋医学専門学校時代
- 1943年3月30日： 勅令第249号 文部省直轄諸学校官制改正により前橋医学専門学校設置。
- 1943年5月10日： 開校式・第1回入学式。
- 1944年3月28日： 群馬県より農業組合厚生病院の移管を受け、附属医院開設。
- 1944年4月15日： 附属医院に看護婦養成所を設置。

### 前橋医科大学時代
- 1948年2月10日： 大学令により官立前橋医科大学設置 （政令第33号）。
  - 学部 （修業年限4年） を設置。
  - 附属医院を前橋医科大学附属病院と改称。
- 1948年3月： 前橋医学専門学校、第1回卒業式。
- 1948年5月10日： 前橋医科大学、第1回入学式。
- 1948年11月： 群馬大学期成同盟会発足。
- 1949年5月31日： 新制群馬大学発足。
  - 旧制前橋医専・旧制前橋医大は医学部の母体として包括された。
  - 前橋医科大学附属病院を群馬大学医学部附属病院と改称。
  - 附属病院の旧看護婦養成所は群馬大学附属病院厚生女学部となった。
- 1949年8月： 伊香保の元御用邸を温泉治療研究所として使用決定。
  - 後の伊香保分室 （1982年7月廃止）。
  - 1951年4月、大蔵省から移管。
- 1950年4月： 附属病院厚生女学部を甲種看護学校に指定。
  - のちに附属病院看護学校と改称 （後の群馬大学医療技術短期大学部、現・医学部保健学科）。
- 1951年3月30日： 旧制前橋医学専門学校、閉校式。
- 1951年4月16日： 新制群馬大学医学部第1回入学式。
- 1952年1月： 草津分院に内科を開設。
  - 草津分院は草津町から寄附を受けて 1951年12月開院、2002年3月閉院。
- 1952年3月： 旧制前橋医科大学、第1回卒業。
- 1954年9月10日： 旧制学位審査権を取得。
- 1955年4月： 新制医学進学課程および新制大学院医学研究科 （博士課程） を設置。
- 1955年9月： 新制医学研究科、第1回入学式。
- 1960年3月31日： 旧制前橋医科大学、廃止。

## 歴代校長・学長
前橋医学専門学校
- 初代： 石原忍 （1943年4月1日[1] - 1946年3月）
- 軍歴があり、教職追放。 公職追放となる
- 校長事務取扱： 石原恵三 （1946年3月 - 1946年5月）
- 第2代： 西成甫 （1946年5月 - 1951年3月）

前橋医科大学
- 初代： 西成甫 （1948年2月 - 1953年5月）
- 第2代： 青木平八 （1953年6月 - 1960年3月）
  - 1958年9月 - 1958年12月、学長事務取扱代理： 伊東俊夫

## 校地の変遷と継承
前橋医学専門学校は前橋市岩神町280番地 （現・昭和町3-39-22） に設置され、元々前橋工業学校用に建設していた校舎を使用した。昭和町校舎は後身の前橋医科大学、さらに後身の新制群馬大学医学部に引き継がれて現在に至っている （現・昭和キャンパス）。

## 関連書籍
- 群馬大学医学部五十年史編集委員会（編）　『群馬大学医学部五十年史』　群馬大学医学部、1993年5月。